# El clan del oso cavernario
El clan del oso cavernario  (1980) es la primera novela de la saga Los hijos de la tierra, de la autora estadounidense Jean M. Auel, ambientada en la época paleolítica. En 1986 se estrenó una adaptación cinematográfica de Michael Chapman, con Daryl Hannah en el papel principal. La cual no fue muy bien acogida.

## Argumento
Un terremoto sacude el suelo bajo los pies de Ayla, una niña cromañón de cinco años que, al recuperarse del susto, descubre que la tierra se ha tragado el campamento donde vivía. Sola en el mundo, tan pequeña e indefensa, vaga sin rumbo hasta que es herida por un león cavernario.
El terremoto también ha afectado a otros habitantes de la zona, entre ellos al Clan del oso cavernario, formado por hombres de neandertal, que tienen que abandonar la cueva en la que habitaban, creyéndola maldita por sus espíritus protectores. En su camino encuentran a Ayla inconsciente y febril debido a las heridas provocadas por el león cavernario. Iza, la curandera del Clan, la ayuda a sobrevivir, y Creb, el Mog-ur (chamán), ve en la niña la marca de uno de los espíritus tótem más poderosos.
La aceptación de Ayla por parte del clan es sumamente difícil, ya que la niña pertenece a quienes ellos llaman «los otros». Ayla rompe muchas tradiciones, aunque nunca llega a modificar las costumbres del clan; sin embargo, le dan libertad de hacer algunas cosas que las mujeres del clan no podían hacer, ya que el rol de las mujeres era limitado y se sometían a la voluntad de los hombres. Ayla, al ser distinta, no acepta las normas establecidas. Por otra parte, ella puede hablar y los miembros del clan solo se comunican mediante señas y sonidos básicos (en el momento de ser escrito este libro, las teorías más difundidas consideraban que los hombres de Neandertal no tenían la capacidad de hablar[cita requerida] ).
La inteligencia de Ayla supera a la de los miembros del clan y demuestra tener una gran capacidad de aprendizaje; apenas le enseñan a contar y pronto demuestra una noción superior de las matemáticas; cabe mencionar que el sabio en esas cuestiones era Mog-ur, el cual se sorprende de las capacidades que presenta Ayla. Lo mismo ocurre con el uso de armas; ella aprende a usar la honda, lo que le trae muchos problemas en el clan.
Ayla es adoptada por Creb el Mog-ur e Iza, la curandera; ellos son hermanos y no tienen hijos; Iza la enseña a ser curandera, pero Ayla no posee la «memoria del clan», por lo que, aunque aprende rápidamente, le resulta muy difícil hacer cosas que no le hubieran enseñado previamente, mientras que sus compañeros del clan «instintivamente» las conocen.
El libro plantea también otras muchas teorías sobre sus pronunciadas cabezas, tradiciones, métodos de caza, recolecta, cómo pasar los inviernos, etc. Aparte de ser una apasionada aventura en la época prehistórica, es también muy formativo y revela la gran capacidad y documentación de la escritora.